# 国際宇宙ステーションへの有人宇宙飛行の一覧
このリストは国際宇宙ステーション（ISS）への有人宇宙飛行の一覧である。無人宇宙飛行については国際宇宙ステーションへの無人宇宙飛行の一覧を参照。
名前が太字で書かれている者はISSの長期滞在メンバー。なおISSにドッキングしていた総時間は機体に関するものであり、クルーがISSに滞在していた総時間と必ずしも一致するものではない。

## 終了したフライト

### 1998年-2004年
| | ISSフライト | ミッション                                                        | クルー | 写真 | パッチ | 備考 |
| --- | ----------- | ----------------------------------------------------------------- | --- | ---- | ------ | --- |
| 1. | 2A          | STS-88 エンデバー 打上げ 1998年12月4日 ドッキング 6 days 18h      | ロバート・カバナ フレドリック・スターカウ ナンシー・J・カリー ジェリー・ロス ジェイムズ・H・ニューマン セルゲイ・クリカレフ                                      |      |        | ユニティを輸送 船外活動3回                                                                                   |
| 2. | 2A.1        | STS-96 ディスカバリー 打上げ 1999年5月7日 ドッキング 5 days 18h   | ケント・ロミンガー リック・ハズバンド タマラ・E・ジャーニガン エレン・オチョア ダニエル・バリー ジュリー・ペイエット ワレリー・トカレフ                          |      |        | 船外活動1回                                                                                                  |
| 3. | 2A.2a       | STS-101 アトランティス 打上げ 2000年5月9日 ドッキング 5 days 18h  | ジェームズ・D・ハルセル スコット・ホロウィッツ メアリー・E・ウェーバー ジェフリー・ウィリアムズ ジェームズ・ヴォス スーザン・J・ヘルムズ ユーリー・ウサチェフ    |      |        | ISSの軌道を~30 km上昇させる 船外活動1回                                                                      |
| 4. | 2A.2b       | STS-106 アトランティス 打上げ 2000年9月8日 ドッキング 7 days 21h  | テレンス・ウィルカット スコット・アルトマン エドワード・ルー リチャード・マストラキオ ダニエル・バーバンク ユーリ・マレンチェンコ ボリス・モロコフ               |      |        | 船外活動1回                                                                                                  |
| 5. | 3A          | STS-92 ディスカバリー 打上げ 2000年10月1日 ドッキング 6 days 21h  | ブライアン・ダフィー パメラ・メルロイ リロイ・チャオ ウィリアム・マッカーサー ピーター・ウィソフ マイケル・ロペス＝アレグリア 若田光一                           |      |        | トラスを輸送 船外活動4回                                                                                     |
| 6. | 2R          | ソユーズTM-31 打上げ 2000年10月1日 ドッキング ~183 days           | ユーリー・ギジェンコ セルゲイ・クリカレフ ウィリアム・シェパード                                                                                                 |      |        | 第1次長期滞在クルーを輸送                                                                                    |
| 7. | 4A          | STS-97 エンデバー 打上げ 2000年11月3日 ドッキング 6 days 23h      | ブレント・ジェット マイケル・ブルームフィールド ジョセフ・タナー カルロス・ノリエガ マーク・ガルノー                                                             |      |        | トラスを輸送 船外活動3回                                                                                     |
| 8. | 5A          | STS-98 アトランティス 打上げ 2001年2月7日 ドッキング 6 days 21h   | ケネス・コックレル マーク・ポランスキー ロバート・カービーム マーシャ・アイビンス トーマス・デイヴィッド・ジョーンズ                                             |      |        | デスティニーを輸送 船外活動3回                                                                               |
| 9. | 5A.1        | STS-102 ディスカバリー 打上げ 2001年3月8日 ドッキング 8 days 21h  | ジェームズ・ウェザービー ジェイムス・ケリー ポール・リチャーズ アンディ・トーマス ユーリー・ウサチェフ ジェームズ・ヴォス スーザン・J・ヘルムズ                  |      |        | 第2次長期滞在クルーを輸送 第1次長期滞在クルー帰還 多目的補給モジュールを使用 船外活動2回                     |
| 10. | 6A          | STS-100 エンデバー 打上げ 2001年4月9日 ドッキング 8 days 3h       | ケント・ロミンガー ジェフリー・アシュビー ジョン・L・フィリップス スコット・パラジンスキー クリス・ハドフィールド ウンベルト・グイドーニ ユーリ・ロンチャコフ    |      |        | 多目的補給モジュールを使用 カナダアーム2を輸送 船外活動2回                                                   |
| 11. | 2S          | ソユーズTM-32 打上げ 2001年4月8日 ドッキング ~183 days            | タルガット・ムサバイエフ ユーリー・バトゥーリン デニス・チトー                                                                                                   |      |        | 全員1週間後にソユーズTM-31で帰還                                                                             |
| 12. | 7A          | STS-104 アトランティス 打上げ 2001年7月2日 ドッキング 8 days 1h   | スティーヴン・W・リンジー チャールズ・ホーバー マイケル・ガーンハート ジャネット・L・カヴァンディ ジェームズ・レイリー2世                                        |      |        | クエスト (ISS)を輸送 船外活動3回                                                                             |
| 13. | 7A.1        | STS-105 ディスカバリー 打上げ 2001年8月1日 ドッキング 9 days 20h  | スコット・ホロウィッツ フレドリック・スターカウ ダニエル・バリー パトリック・フォレスター フランク・カルバートソン ミハイル・チューリン ウラジーミル・デジュロフ |      |        | 第3次長期滞在クルーを輸送 第2次長期滞在クルー帰還 多目的補給モジュールを使用 船外活動2回                     |
| 14. | 3S          | ソユーズTM-33 打上げ 2001年10月1日 ドッキング ~193 days           | ヴィクトル・アファナシェフ コンスタンチン・コゼエフ クローディ・エニュレ                                                                                         |      |        | 全員9日後にソユーズTM-32で帰還                                                                               |
| 15. | UF-1        | STS-108 エンデバー 打上げ 2001年12月5日 ドッキング 7 days 21h     | ドミニク・ゴーリィ マーク・E・ケリー リンダ・ゴッドウィン ダニエル・M・タニ ユーリー・オヌフリエンコ カール・E・ウォルツ ダニエル・W・バーシュ                   |      |        | 第4次長期滞在クルーを輸送 第3次長期滞在クルー帰還 多目的補給モジュールを使用 船外活動1回                     |
| 16. | 8A          | STS-110 アトランティス 打上げ 2002年4月8日 ドッキング 7 days 2h   | マイケル・ブルームフィールド ステファン・フリック ジェリー・ロス スティーヴン・スミス エレン・オチョア リー・モーリン レックス・ウォルハイム                     |      |        | トラスを輸送 船外活動4回                                                                                     |
| 17. | 4S          | ソユーズTM-34 打上げ 2002年4月5日 ドッキング ~196 days            | ユーリー・ギジェンコ ロベルト・ヴィットーリ マーク・シャトルワース                                                                                               |      |        | 全員8日後のソユーズTM-33で帰還                                                                               |
| 18. | UF-2        | STS-111 エンデバー 打上げ 2002年6月5日 ドッキング 7 days 22h      | ケネス・コックレル ポール・ロックハート フランクリン・チャン＝ディアス フィリップ・ペリン ワレリー・コルズン セルゲイ・トレシェフ ペギー・ウィットソン           |      |        | 第5次長期滞在クルーを輸送 第4次長期滞在クルー帰還 カナダアーム2を輸送 多目的補給モジュールを使用 船外活動3回 |
| 19. | 9A          | STS-112 アトランティス 打上げ 2002年10月7日 ドッキング 6 days 21h | ジェフリー・アシュビー パメラ・メルロイ デヴィッド・ウルフ サンドラ・マグナス ピアーズ・セラーズ フョードル・ユールチキン                                        |      |        | トラスを輸送 船外活動3回                                                                                     |
| 20. | 5S          | ソユーズTMA-1 打上げ 2002年10月3日 ドッキング ~183 days           | セルゲイ・ザリョーチン ユーリ・ロンチャコフ フランク・ディビュナー                                                                                               |      |        | 全員1週間後にソユーズTM-34で帰還                                                                             |
| 21. | 11A         | STS-113 エンデバー 打上げ 2002年11月4日 ドッキング 6 days 22h     | ジェームズ・ウェザービー ポール・ロックハート マイケル・ロペス＝アレグリア ジョン・ヘリントン ケネス・バウアーソックス ドナルド・ペティ ニコライ・ブダーリン     |      |        | 第6次長期滞在クルーを輸送 第5次長期滞在クルー帰還 トラスを輸送 船外活動3回                                   |
| 注: 2003年2月1日コロンビア号空中分解事故が発生。スペースシャトルは2005年7月まで地上で待機し、ISSの主な建設は延期、2006年のSTS-115で再開となる。 |             |                                                                   | |      |        | |
| 22. | 6S          | ソユーズTMA-2 打上げ 2003年4月8日 ドッキング ~182 days            | ユーリ・マレンチェンコ エドワード・ルー |      |        | 第7次長期滞在クルーを輸送 第6次長期滞在クルーは数日後にソユーズTMA-1で帰還                                   |
| 23. | 7S          | ソユーズTMA-3 打上げ 2003年10月8日 ドッキング ~192 days           | アレクサンドル・カレリ マイケル・フォール ペドロ・デュケ |      |        | 第8次長期滞在クルーを輸送 デュケは数日後第7次長期滞在クルーと共にソユーズTMA-2で帰還                         |
| 24. | 8S          | ソユーズTMA-4 打上げ 2004年4月9日 ドッキング ~185 days            | ゲンナジー・パダルカ マイケル・フィンク アンドレ・カイパース |      |        | 第9次長期滞在クルーを輸送 カイパースは9日後第8次長期滞在クルーと共にソユーズTMA-3で帰還                      |
| 25. | 9S          | ソユーズTMA-5 打上げ 2004年10月4日 ドッキング ~190 days           | サリザン・シャリポフ リロイ・チャオ ユーリ・シャーギン |      |        | 第10次長期滞在クルーを輸送 シャーギンは数日後第9次長期滞在クルーと共にソユーズTMA-4で帰還                    |

### 2005年-2009年
|     | ISSフライト | ミッション                                                         | クルー | 写真 | パッチ | 備考 |
| --- | ----------- | ------------------------------------------------------------------ | --- | ---- | ------ | --- |
| 26. | 10S         | ソユーズTMA-6 打上げ 2005年4月5日 ドッキング ~179 days             | セルゲイ・クリカレフ ジョン・フィリップス ロベルト・ヴィットーリ |      |        | 第11次長期滞在クルーを輸送 ヴィットーリは数日後第10次長期滞在クルーと共にソユーズTMA-5で帰還                           |
| 27. | LF1         | STS-114 ディスカバリー 打上げ 2005年7月6日 ドッキング 8 days 20h   | アイリーン・コリンズ ジェイムス・ケリー スティーブン・ロビンソン アンディ・トーマス ウェンディ・ローレンス チャールズ・カマーダ 野口聡一                             |      |        | フライトミッションに戻る 多目的補給モジュールを使用 船外活動3回                                                        |
| 28. | 11S         | ソユーズTMA-7 打上げ 2005年10月1日 ドッキング ~189 days            | ワレリー・トカレフ ウィリアム・マッカーサー グレゴリー・オルセン |      |        | 第12次長期滞在クルーを輸送 オルセンは数日後第11次長期滞在クルーと共にソユーズTMA-6で帰還                               |
| 29. | 12S         | ソユーズTMA-8 打上げ 2006年3月3日 ドッキング ~180 days             | パーヴェル・ヴィノグラードフ ジェフリー・ウィリアムズ マルコス・ポンテス                                                                                             |      |        | 第13次長期滞在クルーを輸送 ポンテスは9日後第12次長期滞在クルーとソユーズTMA-7で帰還                                    |
| 30. | ULF1.1      | STS-121 ディスカバリー 打上げ 2006年7月4日 ドッキング 8 days 19h   | スティーヴン・W・リンジー マーク・E・ケリー マイケル・E・フォッサム リサ・ノワック ステファニー・ウィルソン ピアーズ・セラーズ トーマス・ライター                    |      |        | 第13次長期滞在クルー（ライター）を輸送 船外活動3回                                                                     |
| 31. | 12A         | STS-115 アトランティス 打上げ 2006年9月9日 ドッキング 6 days 2h    | ブレント・ジェット クリストファー・ファーガソン ダニエル・バーバンク ハイディマリー・ステファニション＝パイパー ジョセフ・R・タナー スティーブン・マクリーン         |      |        | トラスを輸送 船外活動3回                                                                                               |
| 32. | 13S         | ソユーズTMA-9 打上げ 2006年9月8日 ドッキング ~215 days             | ミハイル・チューリン マイケル・ロペス＝アレグリア / アニューシャ・アンサリ                                                                                           |      |        | 第14次長期滞在クルーを輸送 アンサリは8日後に第13次長期滞在クルーと共にソユーズTMA-8で帰還                              |
| 33. | 12A.1       | STS-116 ディスカバリー 打上げ 2006年12月1日 ドッキング 7 days 23h  | マーク・ポランスキー ウィリアム・オーフェリン ニコラス・パトリック ロバート・カービーム ジョアン・ヒギンボサム クリステル・フォーグレサング スニータ・ウィリアムズ   |      |        | 第14次長期滞在クルー（ウィリアムズ）を輸送 トラスを輸送 船外活動4回                                                    |
| 34. | 14S         | ソユーズTMA-10 打上げ 2007年4月7日 ドッキング ~196 days            | オレッグ・コトフ フョードル・ユールチキン / チャールズ・シモニー |      |        | 第15次長期滞在クルーを輸送 シモニーは12日後第14次長期滞在クルーと共にソユーズTMA-9で帰還                               |
| 35. | 13A         | STS-117 アトランティス 打上げ 2007年6月8日 ドッキング 8 days 19h   | フレドリック・スターカウ リー・アーシャムボウ パトリック・フォレスター スティーブン・スワンソン ジョン・オリバース ジェイムズ・ライリー クレイトン・アンダーソン     |      |        | 第15次長期滞在クルー（アンダーソン）を輸送 トラスを輸送 船外活動4回                                                    |
| 36. | 13A.1       | STS-118 エンデバー 打上げ 2007年8月8日 ドッキング 8 days 18h       | スコット・ケリー チャールズ・ホーバー トレイシー・コールドウェル リチャード・マストラキオ バーバラ・モーガン ベンジャミン・A・ドルー ダフィッド・ウィリアムズ        |      |        | トラスを輸送 船外活動4回                                                                                               |
| 37. | 15S         | ソユーズTMA-11 打上げ 2007年10月1日 ドッキング ~189 days           | ユーリ・マレンチェンコ ペギー・ウィットソン シェイク・ムザファ・シュコア                                                                                             |      |        | 第16次長期滞在クルーを輸送 シュコアは数日後第15次長期滞在クルーと共にソユーズTMA-10で帰還                              |
| 38. | 10A         | STS-120 ディスカバリー 打上げ 2007年10月3日 ドッキング 10 days 22h | パメラ・メルロイ ジョージ・ザムカ スコット E・パラジンスキー ステファニー・ウィルソン ダグラス・ウィーロック パオロ・ネスポリ ダニエル・M・タニ                      |      |        | 第16次長期滞在クルー（タニ）を輸送 ハーモニー (ISS)を輸送 トラスの移設 船外活動5回                                     |
| 39. | 1E          | STS-122 アトランティス 打上げ 2008年2月7日 ドッキング 8 days 16h   | ステファン・フリック アラン・ポインデクスター リランド・メルヴィン レックス・ウォルハイム スタンレー・ラブ ハンス・シュリーゲル レオポルド・アイハーツ               |      |        | 第16次長期滞在クルー（アイアール）を輸送 コロンバス (ISS)を輸送 船外活動3回                                            |
| 40. | 1J/A        | STS-123 エンデバー 打上げ 2008年3月1日 ドッキング 11 days 21h      | ドミニク・ゴーリ グレゴリー・H・ジョンソン ロバート・ベンケン マイケル・フォアマン リチャード・リネハン 土井隆雄 ギャレット・リーズマン                              |      |        | 第16次長期滞在クルー（リーズマン）を輸送 きぼう船外パレットおよびデクスターを輸送 船外活動5回                          |
| 41. | 16S         | ソユーズTMA-12 打上げ 2008年4月8日 ドッキング ~198 days            | セルゲイ・ヴォルコフ オレグ・コノネンコ 李素妍 |      |        | 第17次長期滞在クルーを輸送 李素妍は数日後第16次長期滞在クルーとソユーズTMA-11で帰還                                    |
| 42. | 1J          | STS-124 ディスカバリー 打上げ 2008年5月1日 ドッキング 8 days 17h   | マーク・E・ケリー ケネス・ハム カレン・L・ニーベリ ロナルド・ギャレン マイケル・E・フォッサム 星出彰彦 グレゴリー・E・シャミトフ                                     |      |        | 第17次長期滞在クルー（シャミトフ）を輸送 きぼうを輸送 船外活動3回                                                      |
| 43. | 17S         | ソユーズTMA-13 打上げ 2008年10月2日 ドッキング ~164 days           | ユーリ・ロンチャコフ マイケル・フィンク リチャード・ギャリオット |      |        | 第18次長期滞在クルーを輸送 ギャリオットは数日後第17次長期滞在クルーと共にソユーズTMA-12で帰還                          |
| 44. | ULF2        | STS-126 エンデバー 打上げ 2008年11月5日 ドッキング 11 days 16h     | クリストファー・ファーガソン エリック・ボー ドナルド・ペティ スティーブ・ボーエン ハイディマリー・ステファニション＝パイパー ロバート・キンブロー サンドラ・マグナス |      |        | 第18次長期滞在クルー（マグナス）を輸送 多目的補給モジュールを使用 太陽電池パドル回転機構（SARJ）の修理補修 船外活動4回 |
| 45. | 15A         | STS-119 ディスカバリー 打上げ 2009年3月5日 ドッキング 8 days 22h   | リー・アーシャムボウ ドミニク・アントネリ ジョセフ・アカバ スティーブン・スワンソン リチャード・アーノルド ジョン・フィリップス 若田光一                             |      |        | 第18次長期滞在クルー（若田）を輸送 トラスを輸送 船外活動3回                                                            |
| 46. | 18S         | ソユーズTMA-14 打上げ 2009年3月6日 ドッキング ~197 days            | ゲンナジー・パダルカ マイケル・バラット / チャールズ・シモニー |      |        | 第19次長期滞在クルーを輸送 シモニーは数日後第18次長期滞在クルーと共にソユーズTMA-13で帰還                              |
| 47. | 19S         | ソユーズTMA-15 打上げ 2009年5月7日 ドッキング ~186 days            | ロマン・ロマネンコ フランク・ディビュナー ロバート・サースク |      |        | 第20次長期滞在クルーを輸送                                                                                             |
| 48. | 2J/A        | STS-127 エンデバー 打上げ 2009年7月5日 ドッキング 11 days 1h       | マーク・ポランスキー ダグラス・ハーリー クリストファー・キャシディ トーマス・マーシュバーン デイヴィッド・ウルフ ジュリー・ペイエット ティモシー・コプラ             |      |        | 第20次長期滞在クルー（コプラ）を輸送 きぼうを輸送 船外活動5回                                                          |
| 49. | 17A         | STS-128 ディスカバリー 打上げ 2009年8月9日 ドッキング 9 days 19h   | フレドリック・スターカウ ケビン・フォード パトリック・フォレスター ホセ・モレノ・ヘルナンデス ジョン・オリバース クリステル・フォーグレサング ニコール・ストット     |      |        | 第20次長期滞在クルー（ストット）を輸送 多目的補給モジュールを使用 船外活動3回                                          |
| 50. | 20S         | ソユーズTMA-16 打上げ 2009年9月3日 ドッキング ~167 days            | マクシム・スラエフ ジェフリー・ウィリアムズ ギー・ラリベルテ |      |        | 第21次長期滞在クルーを輸送 ラリベルテは数日後第20次長期滞在クルーと共にソユーズTMA-14で帰還                            |
| 51. | ULF3        | STS-129 アトランティス 打上げ 2009年11月6日 ドッキング 6 days 17h  | チャールズ・ホーバー バリー・ウィルモア マイケル・フォアマン ランドルフ・ブレスニク リランド・メルヴィン ロバート・サッチャー                                        |      |        | ELC1およびエクスプレス補給キャリアを輸送 船外活動3回                                                                   |
| 52. | 21S         | ソユーズTMA-17 打上げ 2009年12月2日 ドッキング ~162 days           | オレッグ・コトフ ティモシー・クリーマー 野口聡一 |      |        | 第22次長期滞在クルーを輸送                                                                                             |

### 2010年-2014年
|     | ISSフライト | ミッション                                                        | クルー | 写真 | パッチ | 備考                                                                  |
| --- | ----------- | ----------------------------------------------------------------- | --- | ---- | ------ | --------------------------------------------------------------------- |
| 53. | 20A         | STS-130 エンデバー 打上げ 2010年2月8日 ドッキング 9 days 19h      | ジョージ・ザムカ テリー・バーツ キャサリン・P・ハイヤー スティーブン・ロビンソン ニコラス・パトリック ロバート・ベンケン                                                 |      |        | Node 3およびキューポラを輸送 船外活動3回                              |
| 54. | 22S         | ソユーズTMA-18 打上げ 2010年4月2日 ドッキング ~174 days           | アレクサンドル・スクボルソフ ミハイル・コルニエンコ トレイシー・コールドウェル                                                                                           |      |        | 第23次長期滞在クルーを輸送                                            |
| 55. | 19A         | STS-131 ディスカバリー 打上げ 2010年4月5日 ドッキング 10 days 5h  | アラン・ポインデクスター ジェームズ・ダットン リチャード・マストラキオ クレイトン・アンダーソン ドロシー・メトカーフ・リンデンバーガー ステファニー・ウィルソン 山崎直子 |      |        | 多目的補給モジュールを使用 船外活動3回                                |
| 56. | ULF4        | STS-132 アトランティス 打上げ 2010年5月4日 ドッキング 7 days 1h   | ケネス・ハム ドミニク・アントネリ スティーブ・ボーエン マイケル・グッド ピアーズ・セラーズ ギャレット・リーズマン                                                        |      |        | ミニ・リサーチ・モジュール1を輸送 船外活動3回                         |
| 57. | 23S         | ソユーズTMA-19 打上げ 2010年6月5日 ドッキング ~162 days           | フョードル・ユールチキン ダグラス・ウィーロック シャノン・ウォーカー |      |        | 第24次長期滞在のクルーを輸送                                          |
| 58. | 24S         | ソユーズTMA-01M 打上げ 2010年10月7日 ドッキング ~158 days         | アレクサンドル・カレリ オレグ・スクリポチカ スコット・ケリー |      |        | 第25次長期滞在のクルーを輸送                                          |
| 59. | 25S         | ソユーズTMA-20 打上げ 2010年12月5日 ドッキング ~158 days          | ドミトリー・コンドラティオフ キャスリン・コールマン パオロ・ネスポリ |      |        | 第26次長期滞在のクルーを輸送                                          |
| 60. | ULF5        | STS-133 ディスカバリー 打上げ 2011年2月24日 ドッキング 8days 14h  | スティーヴン・W・リンジー エリック・ボー ベンジャミン・アルヴィン・ドル マイケル・バラット スティーブ・ボーエン ニコール・ストット                                       |      |        | エクスプレス補給キャリアを輸送 多目的補給モジュールを輸送 船外活動2回 |
| 61. | 26S         | ソユーズTMA-21 打上げ 2011年4月4日 ドッキング ~162 days           | アレクサンドル・サモクチアエフ アンドレイ・ボリセンコ ロナルド・ギャレン                                                                                                 |      |        | 第27次長期滞在のクルーを輸送                                          |
| 62. | ULF6        | STS-134 エンデバー 打上げ 2011年5月16日 ドッキング 11 days 17 h   | マーク・E・ケリー グレゴリー・H・ジョンソン マイケル・フィンク グレゴリー・E・シャミトフ アンドリュー・フューステル ロベルト・ヴィットーリ                               |      |        | アルファ磁気分光器を輸送 エクスプレス補給キャリアを輸送 船外活動3回   |
| 63. | 27S         | ソユーズTMA-02M 打上げ 2011年6月7日 ドッキング ~165 days          | セルゲイ・ヴォルコフ マイケル・E・フォッサム 古川聡 |      |        | 第28次長期滞在のクルーを輸送                                          |
| 64. | ULF7        | STS-135 アトランティス 打上げ 2011年7月8日 ドッキング 8 days 15 h | クリストファー・ファーガソン ダグラス・ハーリー サンドラ・マグナス レックス・ウォルハイム                                                                                |      |        | スペースシャトル最後のミッション                                      |
| 65. | 28S         | ソユーズTMA-22 打上げ 2011年11月14日 ドッキング 163 days          | セルゲイ・レヴィン アントン・シカレロフ ダニエル・C・バーバンク |      |        | 第29次長期滞在のクルーを輸送                                          |
| 66. | 29S         | ソユーズTMA-03M 打上げ 2011年12月21日 ドッキング 193 days         | オレグ・コノネンコ ドナルド・ペティ アンドレ・カイパース |      |        | 第30次長期滞在のクルーを輸送                                          |
| 67. | 30S         | ソユーズTMA-04M 打上げ 2012年5月15日 ドッキング 124 days          | ゲンナジー・パダルカ コンスタンチン・ヴァルコフ ジョセフ・アカバ |      |        | 第31次長期滞在のクルーを輸送                                          |
| 68. | 31S         | ソユーズTMA-05M 打上げ 2012年7月15日 ドッキング 125 days          | ユーリ・マレンチェンコ スニータ・ウィリアムズ 星出彰彦 |      |        | 第32次長期滞在のクルーを輸送                                          |
| 69. | 32S         | ソユーズTMA-06M 打上げ 2012年10月23日 ドッキング                  | オレッグ・ノヴィツキー エフゲニー・タレルキン ケビン・フォード |      |        | 第33次長期滞在のクルーを輸送                                          |
| 70. | 33S         | ソユーズTMA-07M 打上げ 2012年12月19日 ドッキング 145日間          | ロマン・ロマネンコ トーマス・マーシュバーン クリス・ハドフィールド |      |        | 第34次長期滞在のクルーを輸送                                          |
| 71. | 34S         | ソユーズTMA-08M 打ち上げ March 28, 2013 ドッキング 166日間        | パーヴェル・ヴィノグラードフ アレクサンダー・ミシュルキン |      |        | 第35次長期滞在のクルーを輸送                                          |
| 72. | 35S         | ソユーズTMA-09M 打ち上げ 2013年5月28日 ドッキング 166日間         | フョードル・ユールチキン カレン・ナイバーグ ルカ・パルミターノ |      |        | 第36次長期滞在のクルーを輸送                                          |
| 73. | 36S         | ソユーズTMA-10M 打ち上げ 2013年9月25日 ドッキング 166日間         | オレッグ・コトフ セルゲイ・リャザンスキー マイケル・S・ホプキンス |      |        | 第37次長期滞在のクルーを輸送                                          |
| 74. | 37S         | ソユーズTMA-11M 打ち上げ 2013年11月7日 ドッキング 187日間         | ミハイル・チューリン リチャード・マストラキオ 若田光一 |      |        | 第38次長期滞在のクルーを輸送                                          |
| 75. | 38S         | ソユーズTMA-12M 打ち上げ 2014年3月25日 ドッキング 167日間         | アレクサンドル・スクボルソフ オレッグ・アルテミエフ スティーブン・スワンソン                                                                                             |      |        | 第39次長期滞在のクルーを輸送                                          |
| 76. | 39S         | ソユーズTMA-13M 打ち上げ 2014年5月28日 ドッキング 165日間         | マクシム・スラエフ グレゴリー・R・ワイズマン アレクサンダー・ゲルスト |      |        | 第40次長期滞在のクルーを輸送                                          |
| 77. | 40S         | ソユーズTMA-14M 打ち上げ 2014年9月25日 ドッキング 166日間         | アレクサンダー・サマクチャイエフ エレナ・セロヴァ バリー・E・ウィルモア                                                                                                  |      |        | 第41次長期滞在のクルーを輸送                                          |
| 78. | 41S         | ソユーズTMA-15M 打ち上げ 2014年11月23日 ドッキング 199日間        | アントン・シュカプレロフ サマンサ・クリストフォレッティ テリー・バーツ                                                                                                   |      |        | 第42次長期滞在のクルーを輸送                                          |

### 2015年-2019年
|     | ISSフライト | ミッション                                                 | クルー                                                                         | 写真                                                            | パッチ | 備考 |
| --- | ----------- | ---------------------------------------------------------- | ------------------------------------------------------------------------------ | --------------------------------------------------------------- | ------ | --- |
| 79. | 42S         | ソユーズTMA-16M 打ち上げ 2015年3月27日 ドッキング 168日間  | ゲンナジー・パダルカ ミハイル・コルニエンコ スコット・ケリー                   |                                                                 |        | 第43次長期滞在のクルーを輸送. コルニエンコおよびケリーは、一年以上のISS滞在後にソユーズTMA-18Mで帰還した                                                                    |
| 80. | 43S         | ソユーズTMA-17M 打ち上げ 2015年7月22日 ドッキング 141日間  | オレグ・コノネンコ 油井亀美也 チェル・リングリン                               |                                                                 |        | 第44次長期滞在のクルーを輸送 |
| 81. | 44S         | ソユーズTMA-18M 打ち上げ 2015年9月2日 ドッキング 180日間   | セルゲイ・ヴォルコフ アンドレアス・モーゲンセン アイディン・アイムベトフ       |                                                                 |        | 第45次長期滞在のクルーを輸送 モーゲンセンとアイムベトフは数日後に第44次長期滞在クルーとともにソユーズTMA-16Mで帰還                                                          |
| 82. | 45S         | ソユーズTMA-19M 打ち上げ 2015年12月15日 ドッキング 185日間 | ユーリ・マレンチェンコ ティモシー・ピーク ティモシー・コプラ                   |                                                                 |        | 第46次長期滞在のクルーを輸送 |
| 83. | 46S         | ソユーズTMA-20M 打ち上げ 2016年3月18日 ドッキング 171日間  | アレクセイ・オブチニン オレッグ・スクリポチカ ジェフリー・ウィリアムズ         |                                                                 |        | 第47次長期滞在のクルーを輸送 TMA-Mの最後の飛行 |
| 84. | 47S         | ソユーズMS-01 打ち上げ 2016年7月7日 ドッキング 113日間     | アナトーリ・イヴァニシン 大西卓哉 キャスリーン・ルビンズ                       |                                                                 |        | 第48次長期滞在のクルーを輸送 ソユーズMSの初めての飛行 |
| 85. | 48S         | ソユーズMS-02 打ち上げ 2016年10月19日 ドッキング 171日間   | セルゲイ・リジコフ アンドレイ・ボリシェンコ シェーン・キンブロー               |                                                                 |        | 第49次長期滞在のクルーを輸送 |
| 86. | 49S         | ソユーズMS-03 打ち上げ 2016年11月17日 ドッキング 194日間   | オレッグ・ノヴィツキー トマ・ペスケ ペギー・ウィットソン                       |                                                                 |        | 第50次長期滞在のクルーを輸送 ウィットソンは10か月のミッションの後に、ソユーズMS-04で帰還                                                                                    |
| 87. | 50S         | ソユーズMS-04 打ち上げ 2017年4月20日 ドッキング 135日間    | フョードル・ユールチキン ジャック・D・フィッシャー                             |                                                                 |        | 第51次長期滞在のクルーを輸送 |
| 88. | 51S         | ソユーズMS-05 打ち上げ 2017年7月28日 ドッキング 139日間    | セルゲイ・リャザンスキー ランディ・ブレスニク パオロ・ネスポリ                 |                                                                 |        | 第52次長期滞在のクルーを輸送 |
| 89. | 52S         | ソユーズMS-06 打ち上げ 2017年9月12日 ドッキング 168日間    | アレクサンダー・ミシュルキン マーク・T・ヴァンデハイ ジョセフ・アカバ          |                                                                 |        | 第53次長期滞在のクルーを輸送 |
| 90. | 53S         | ソユーズMS-07 打ち上げ 2017年12月17日 ドッキング 166日間   | アントン・シュカプレロフ 金井宣茂 スコット・ティングル                         |                                                                 |        | 第54次長期滞在のクルーを輸送 |
| 91. | 54S         | ソユーズMS-08 打ち上げ 2018年3月21日 ドッキング 194日間    | オレッグ・アルテミエフ アンドリュー・フューステル リチャード・R・アーノルド    |                                                                 |        | 第55次長期滞在のクルーを輸送 |
| 92. | 55S         | ソユーズMS-09 打ち上げ 2018年6月6日 ドッキング 194日間     | セルゲイ・プロコピエフ セリーナ・オナン＝チャンセラー アレクサンダー・ゲルスト |                                                                 |        | 第56次長期滞在のクルーを輸送 |
| 94. | 57S         | ソユーズMS-11 打ち上げ 2018年12月3日 ドッキング 203日間    | オレグ・コノネンコ アン・マクレイン デイヴィッド・サン＝ジャック               |                                                                 |        | 第57次長期滞在のクルーを輸送 |
| 95. | 58S         | ソユーズMS-12 打ち上げ 2019年3月14日 ドッキング 202日間    | アレクセイ・オヴチニン クリスティーナ・コック ニック・ヘイグ                   |                                                                 |        | 第59次長期滞在のクルーを輸送、コックは9か月のミッション後にソユーズMS-13で帰還                                                                                              |
| 96. | 59S         | ソユーズMS-13 打ち上げ 2019年7月20日 ドッキング 201日間    | アレクサンドル・スクボルソフ ルカ・パルミターノ アンドリュー・R・モーガン      | Soyuz MS-11 backup crew in front of the Soyuz spacecraft mockup |        | 第60次長期滞在のクルーを輸送、モーガンは9か月のミッション後にソユーズMS-15で帰還し、モーガンの座席で9か月のミッションを完了したコックが帰還した                             |
| 97. | 61S         | ソユーズMS-15 打ち上げ 2019年9月25日 ドッキング 204日間    | - オレグ・スクリポチカ - ジェシカ・メイア - ハザ・アル・マンスーリ             |                                                                 |        | 第61次長期滞在のクルーを輸送、アル・マンスーリはソユーズMS-12カプセルで地球に帰還した。帰還時のMS-15のアル・マンスーリの座席は、9か月のミッションを終えたモーガンが使用した |

### 2020年以降
|      | ISSフライト | ミッション                                                     | クルー                                                                                                  | 写真 | パッチ | 備考 |
| ---- | ----------- | -------------------------------------------------------------- | --- | ---- | ------ | --- |
| 98.  | 62S         | ソユーズMS-16 打ち上げ 2020年4月9日 ドッキング 195日間         | - アナトリー・イワニシン - イワン・ワグネル - クリストファー・キャシディ                                |      |        | 第62次長期滞在の3名のクルーを輸送 |
| 99.  | TBA         | スペースX Demo-2 打ち上げ 2020年5月30日 ドッキング 64日間      | - ダグラス・ハーリー - ロバート・ベンケン                                                               |      |        | スペースXドラゴン2宇宙船の有人試験飛行。 両名は第63次長期滞在の一部となった。                                                                           |
| 100. | 63S         | ソユーズMS-17 打ち上げ 2020年10月14日 ドッキング 185日間       | - セルゲイ・リジコフ - セルゲイ・クド＝スヴェルチコフ - キャスリーン・ルビンス                          |      |        | 第63次長期滞在の3名のメンバーを輸送 |
| 101. | USCV-1      | スペースX Crew-1 打ち上げ 2020年11月16日 ドッキング 165日間    | - マイケル・S・ホプキンス - ヴィクター・J・グローヴァー - 野口聡一 - シャノン・ウォーカー               |      |        | 第64次長期滞在の4名の宇宙飛行士をISSでの6か月の飛行に向けて輸送。クルードラゴンの初めての実運用飛行                                                     |
| 102. | 64S         | ソユーズMS-18 打ち上げ 2021年4月9日 ドッキング 190日間         | - オレッグ・ノヴィツキー - ピョートル・ドゥブロフ - マーク・T・ヴァンデハイ                             |      |        | 第65次長期滞在の3名のクルーを輸送。ヴァンデハイとドゥブロフは1年以上に及ぶミッションの後にソユーズMS-19に搭乗して帰還                                   |
| 103. | USCV-2      | スペースX Crew-2 Launch: 2021年4月23日 ドッキング 199日間      | - シェーン・キンブロー - K・メーガン・マッカーサー - 星出彰彦 - トマ・ペスケ                            |      |        | 第65次長期滞在の4名の宇宙飛行士をISSでの6か月の飛行に向けて輸送。クルードラゴンの2回目の実運用飛行                                                      |
| 104. | 65S         | ソユーズMS-19 打ち上げ 2021年10月5日 ドッキング 178日間        | - アントン・シュカプレロフ - クリム・シペンコ - ユリア・ペレシルド                                      |      |        | 第65次長期滞在クルーの一員でもあるロシアの宇宙飛行士1名と、映画プロジェクト『ザ・チャレンジ』（Vyzov）の宇宙飛行参加者 2 名を輸送                       |
| 105. | USCV-3      | スペースX Crew-3 打ち上げ 2021年11月11日 ドッキング 174日間    | - ラジャ・チャリ - トーマス・マーシュバーン - マティアス・マウラー - ケイラ・バロン                     |      |        | 第66次長期滞在の4名の宇宙飛行士をISSでの6か月の飛行に向けて輸送。クルードラゴンの4回目の実運用飛行                                                      |
| 106. | 66S         | ソユーズMS-20 打ち上げ 2021年12月8日 ドッキング 12日間         | - アレクサンドル・ミシュルキン - 前澤友作 - 平野陽三                                                    |      |        | 1名のロシア人宇宙飛行士と、2名の日本人宇宙旅行客の短期間の飛行                                                                                          |
| 107. | 67S         | ソユーズMS-21 打ち上げ 2022年3月18日 ドッキング 195日間        | - オレッグ・アルテミエフ - デニス・マトベエフ - セルゲイ・コルサコフ                                    |      |        | 長期滞在の3名のクルーを輸送 |
| 108. | Ax-1        | Ax-1 打ち上げ 2022年4月8日 ドッキング 16日間                   | - マイケル・ロペス＝アレグリア - ラリー・コナー - マーク・パティ - エイタン・スティッベ                 |      |        | 宇宙飛行士1名と宇宙旅行者3名を10日間の飛行のためにISSに輸送。クルードラゴンの5回目の実運用飛行                                                          |
| 109. | USCV-4      | スペースX Crew-4 打ち上げ 2022年4月27日 ドッキング 170日間     | - チェル・リンドグレン - ロバート・ハインズ - サマンサ・クリストフォレッティ - ジェシカ・ワトキンス     |      |        | 4名の宇宙飛行士をISSでの6か月の飛行に向けて輸送。クルードラゴンの6回目の実運用飛行                                                                      |
| 110. | 68S         | ソユーズMS-22 打ち上げ 2022年9月21日 ドッキング 188日間        | - セルゲイ・プロコピエフ - ドミトリー・ペテリン - フランシスコ・ルビオ                                  |      |        | 長期滞在の3名のクルーを輸送。有人で打ち上げたが、無人で帰還した。クルーは無人で打ち上げられたソユーズMS-23で帰還する                                    |
| 111. | USCV-5      | スペースX Crew-5 打ち上げ 2022年10月5日 ドッキング 157日間     | - ニコール・アウナプ・マン - ジョシュ・カサダ - 若田光一 - アンナ・キキナ                               |      |        | 4名の宇宙飛行士をISSでの6か月の飛行に向けて輸送。クルードラゴンの7回目の実運用飛行                                                                      |
| 113. | USCV-6      | スペースX Crew-6 打ち上げ 2023年3月2日 ドッキング 64日間       | - スティーブ・ボーエン - ウォーレン・ホバーグ - スルタン・アル・ネヤディ - アンドレイ・フェジャーエフnn |      |        | 4名の宇宙飛行士をISSでの6か月の飛行に向けて輸送。クルードラゴンの8回目の実運用飛行                                                                      |
| 114  | AX-2        | Ax-2 打ち上げ 2023年5月21日 ドッキング 8日間                   | - ペギー・ウィットソン - ジョン・ショフナー - アリ・アルカルニ - ラヤーナ・バルナウィ                   |      |        | 宇宙飛行士1名と宇宙旅行者3名を10日間の飛行のためにISSに輸送。クルードラゴンの9回目の実運用飛行                                                          |
| 116  | USCV-7      | スペースX Crew-7 打ち上げ 2023年8月26日 ドッキング197日        | - ジャスミン・モグベリ - アンドレアス・モーゲンセン - 古川聡 - コンスタンチン・ボリソフ                 |      |        | 4名の宇宙飛行士をISSでの6か月の飛行に向けて輸送。クルードラゴンの10回目の実運用飛行                                                                     |
| 117  | 70S         | ソユーズMS-24 打ち上げ 2023年9月15日 ドッキング203日           | - オレグ・コノネンコ - ニコライ・チュブ - ローラル・オハラ                                              |      |        | 3名の宇宙飛行士をISSでの6か月の飛行に向けて輸送 |
| 118. | TBA         | Ax-3 打ち上げ 2024年1月18日 ドッキング 18日間                  | - / マイケル・ロペス＝アレグリア - ワルター・ヴィラデイ - アルペル・ゲゼラフチュ - マーカス・ヴァント   |      |        | ISSへの短期ミッション |
| 119  | USCV-8      | スペースX Crew-8 打ち上げ 2024年3月4日 ドッキング 231日間      | - マシュー・ドミニク - マイケル・バラット - ジャネット・エップス - アレクサンダー・グレベンキン         |      |        | 4名の宇宙飛行士をISSでの6か月の飛行に向けて輸送。クルードラゴンの11回目の実運用飛行                                                                     |
| 120  | 71S         | ソユーズMS-25 打ち上げ 2024年3月21日 ドッキング 181日間        | - オレッグ・ノヴィツキー - トレイシー・コールドウェル・ダイソン - マリナ・ヴァシレフスカヤ              |      |        | 2名の宇宙飛行士を6ヶ月のフライトのためにISSに輸送。ベラルーシの宇宙飛行士マリナ・ヴァシレフスカヤは12日後にコノネンコおよびチュブとともに地球に帰還する |
| 121  | TBA         | ボーイング有人飛行試験 打ち上げ 2024年6月5日 ドッキング 91日間 | - バリー・E・ウィルモア - スニータ・ウィリアムズ                                                        |      |        | CST-100スターライナー宇宙船の有人試験飛行 |
| 122  | TBA         | ソユーズMS-26 打ち上げ 2024年9月11日 ドッキング 220日間        | - アレクセイ・オヴチニン - オレグ・プラトーノフ - アレクサンドル・ゴルブーノフ                          |      |        | 3名の宇宙飛行士をISSでの6か月の飛行に向けて輸送。 |
| 123  | TBA         | スペースX Crew-9 打ち上げ 2024年9月28日 ドッキング 167日間     | - ジーナ・カードマン - ニック・ヘイグ - ステファニー・ウィルソン - アレクサンドル・ゴルブノフ           |      |        | 4名の宇宙飛行士をISSでの6か月の飛行に向けて輸送。クルードラゴンの12回目の実運用飛行                                                                     |

## 現在進行中のフライト
|     | ISSフライト                              | ミッション                                                                   | クルー | 写真 | パッチ                                                                                | 備考 |
| --- | ---------------------------------------- | ---------------------------------------------------------------------------- | ------ | ---- | ------------------------------------------------------------------------------------- | ---- |
| TBA | Ax-4 打ち上げ 2025年6月25日              | - ペギー・ウィットソン - TBA - スワヴォシュ・ウズナンスキー - TBDTemplate:Fv |        |      | ISSへの短期ミッション                                                                 |      |
| TBA | ソユーズMS-27 打ち上げ 2025年4月8日      | - セルゲイ・リジコフ - セルゲイ・ミカエフ - キリル・ペスコフTemplate:Fv      |        |      | 6ヶ月のフライトのために3名の宇宙飛行士をISSに輸送                                     |      |
| TBA | スペースX Crew-10 打ち上げ 2025年3月14日 | - TBA - / TBA - / TBA - アレクセイ・ズブリキ                                 |        |      | 6ヶ月のフライトのために4名の宇宙飛行士をISSに輸送。クルードラゴンの13回目の実運用飛行 |      |

## 予定されているフライト
| ISSフライト | ミッション                                  | クルー                                                                             | 写真 | パッチ | 備考                                                                                     |
| ----------- | ------------------------------------------- | ---------------------------------------------------------------------------------- | ---- | ------ | ---------------------------------------------------------------------------------------- |
| TBA         | ボーイング・スターライナー1 打ち上げ 2025年 | - スコット・D・ティングル - マイケル・フィンク - ジャネット・エプス - / TBA        |      |        | 将来の長期滞在メンバー4名を輸送。CST-100スターライナーカプセルの初めての実運用ミッション |
| TBA         | ボーイング スターライナー1 打ち上げ 2025年  | - スコット・D・ティングル - マイケル・フィンク - ジョシュア・クトリク - 油井亀美也 |      |        | 4名の将来の長期滞在クルーの輸送。CST-100 スターライナーの初めての実用ミッション          |

## 交換/救助フライト
|      | ISSフライト | ミッション                           | クルー                                                                 | 写真 | 備考 |
| ---- | ----------- | ------------------------------------ | ---------------------------------------------------------------------- | ---- | --- |
| 112. | 69S         | ソユーズMS-23 打ち上げ 2023年2月24日 | - セルゲイ・プロコピエフ - ドミトリー・ペテリン - フランシスコ・ルビオ |      | ISSにドッキング中 無人で打ち上げられたが、ソユーズMS-22のクルーが搭乗して帰還する。MS-22の宇宙船は有人着陸に適さない状態になったため、無人で地球に帰還し、その代わりにソユーズMS-23が打ち上げられた。 これは微小隕石の衝突によってソユーズMS-22のラジエターに直径0.8 mm (0.031 in)の孔が開き、ラジエターから冷媒が抜けてしまったためである |

## 失敗したフライト
|     | ISSフライト | ミッション                                                    | クルー                                    | 写真 | 備考                                                                           |
| --- | ----------- | ------------------------------------------------------------- | ----------------------------------------- | ---- | ------------------------------------------------------------------------------ |
| 93. | 56S         | ソユーズMS-10 打ち上げ 2018年10月 ドッキング期間 軌道投入失敗 | - アレクセイ・オヴチニン - ニック・ヘイグ |      | ブースター分離中に打ち上げ失敗となり、中断された。クルーは弾道再突入を実施した |